# Войнарова
Войнарова (пол. Wojnarowa) — село в Польщі, у гміні Коженна Новосондецького повіту Малопольського воєводства.
Населення — 1467 осіб (2011).
У 1975—1998 роках село належало до Новосондецького воєводства.

## Географія
У селі річка Ясенянка впадає у річку Білу.

## Демографія
Демографічна структура станом на 31 березня 2011 року:
|          | Загалом | Допрацездатний вік | Працездатний вік | Постпрацездатний вік |
| -------- | ------- | ------------------ | ---------------- | -------------------- |
| Чоловіки | 730     | 178                | 490              | 62                   |
| Жінки    | 737     | 170                | 424              | 143                  |
| Разом    | 1467    | 348                | 914              | 205                  |